# Élection présidentielle islandaise de 2020
L'élection présidentielle islandaise de 2020 a lieu du 25 mai au 27 juin 2020 afin d'élire le président de l'Islande. 
Le président sortant Guðni Th. Jóhannesson est candidat à sa réélection. Bénéficiant d'une solide popularité, il est réélu sans surprise avec plus de 92 % des voix.

## Contexte
Sixième président depuis la proclamation de la république en 1944, Guðni Th. Jóhannesson est en poste depuis sa victoire à l'élection présidentielle de juin 2016 avec 38,49 % des suffrages exprimés, au cours d'un scrutin marqué par un nombre record de neuf candidatures. Il est alors à 48 ans le plus jeune président de l'histoire du pays.
Au cours de son discours présidentiel du 1er janvier 2020, Guðni annonce son intention de se représenter pour un second mandat. Il encourage notamment les débats sur la mise en œuvre de la nouvelle constitution islandaise à se poursuivre.
Le 9 avril 2020, Axel Pétur Axelsson, ingénieur et conspirationniste, annonce son intention de se présenter à l'élection. Le 22 avril, Guðmundur Franklín Jónsson, homme d'affaires et activiste, se déclare également candidat. Trois autres candidats se déclarent en mai : Arngrímur Friðrik Pálsson, un architecte, Kristján Örn Elíasson, un expert en marketing et maître d'échecs international, et Magnús Ingberg Jónsson, un entrepreneur et expert en aquaculture. Les deux derniers annulent finalement leur candidature, tandis qu'Axel et Arngrímur échouent à réunir à temps le nombre de parrainages requis.
Guðmundur Jónsson, « ex-agent de change à Wall Street », se présente sans étiquette mais est le fondateur du Parti populaire vert de droite (2010-2016), représentant un courant de droite populiste et polémiste, libertarienne et se réclamant de l'écologie libérale. Il fait campagne sur la promesse de « rendre la fonction présidentielle plus active, en utilisant par exemple davantage le référendum » pour contrer les projets de loi du gouvernement de gauche écologiste mené par la Première ministre Katrín Jakobsdóttir.
La réélection de Guðni est jugée très probable, ce dernier bénéficiant d'une cote de popularité avoisinant constamment les 80 % en raison de son image d'homme proche du peuple, vivant simplement,,.
En raison de la pandémie de Covid-19, le scrutin est exceptionnellement étalé dans le temps en plusieurs phases de votes successives. Les électeurs votent ainsi en personne, mais à des dates définies leur permettant d'être très peu à être présents en même temps dans les bureaux de vote. Le vote débute le 25 mai à Kópavogur, avant de s'étendre à partir du 15 juin à la capitale Reykjavik et de s'achever le 27 juin.

## Mode de scrutin
Le président de l'Islande est élu pour quatre ans au scrutin uninominal majoritaire à un tour, sans limitation du nombre de mandats. Les candidats doivent être âgés d'au moins 35 ans, déclarer leur intention de participer à l'élection au plus tard cinq semaines avant le jour du scrutin et être soutenus par au moins 1 500 électeurs. La passation de pouvoir entre le président sortant et celui élu a toujours lieu le 1er août, conformément à l'article 6 de la constitution islandaise.

## Résultats
| Candidats                | Candidats                    | Partis                   | Voix    | %     |
| ------------------------ | ---------------------------- | ------------------------ | ------- | ----- |
|                          | Guðni Thorlacius Jóhannesson | Indépendant              | 150 913 | 92,18 |
|                          | Guðmundur Franklín Jónsson   | Indépendant              | 12 797  | 7,82  |
|                          |                              |                          |         |       |
| Votes valides            | Votes valides                | Votes valides            | 163 710 | 96,97 |
| Votes blancs et nuls     | Votes blancs et nuls         | Votes blancs et nuls     | 5 111   | 3,03  |
| Total                    | Total                        | Total                    | 168 821 | 100   |
| Abstention               | Abstention                   | Abstention               | 83 446  | 33,08 |
| Inscrits / participation | Inscrits / participation     | Inscrits / participation | 252 267 | 66,92 |

## Analyse
Le président sortant, qui s'était fait remarquer en arrivant à vélo à son bureau de vote, est réélu sans surprise pour un second mandat de quatre ans. Commentant l'annonce de sa confortable victoire, Guðni déclare vouloir continuer dans la même voie, tout en affirmant ne pas avoir l'intention d'effectuer plus de trois mandats,,.